# 連邦航空機事故調査局

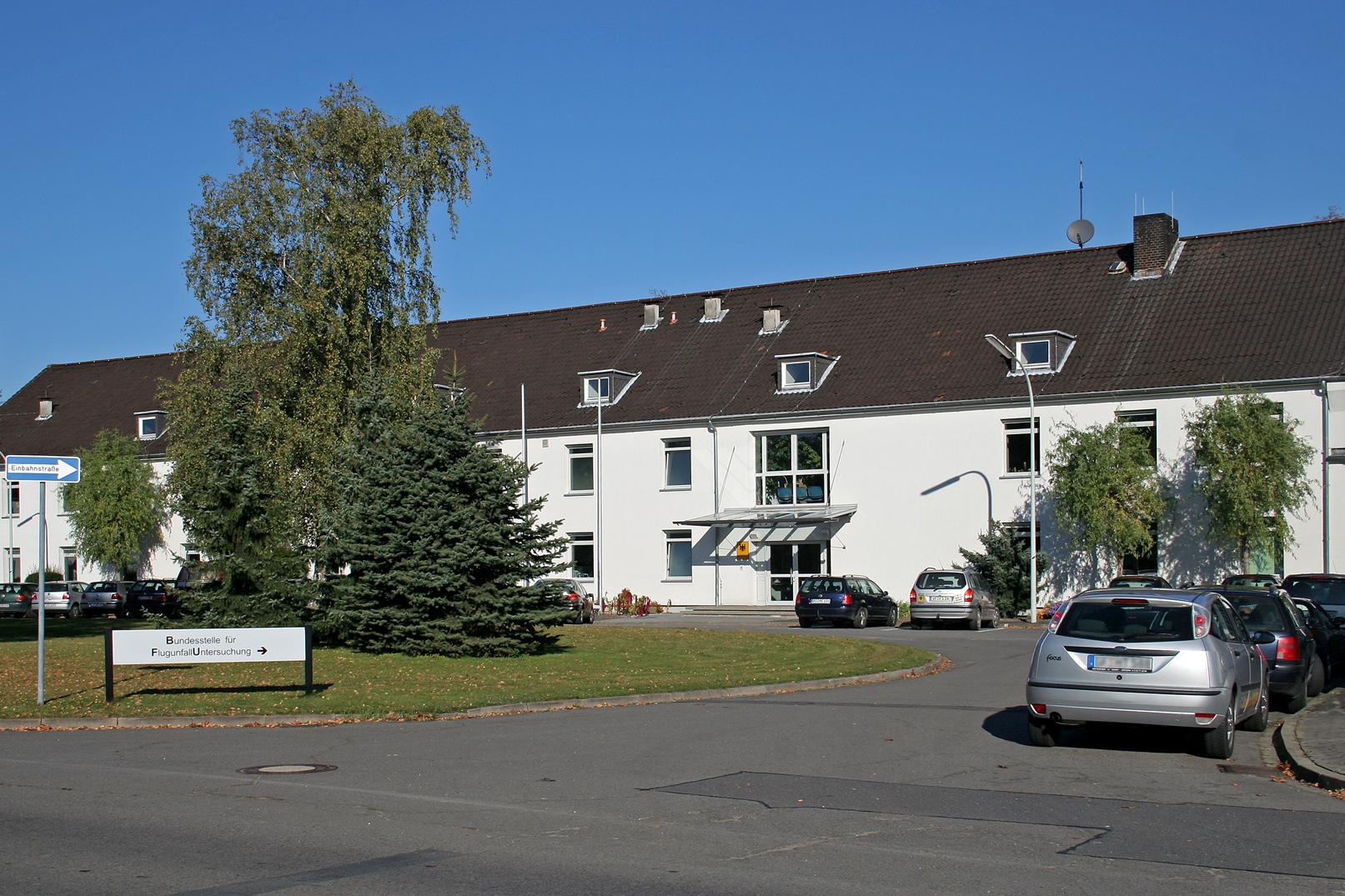
BFUの本部

連邦航空機事故調査局（れんぽうこうくうきじこちょうさきょく ドイツ語: Bundesstelle für Flugunfalluntersuchung BFU 英語: Federal Bureau of Aircraft Accidents Investigation）はドイツにおける航空事故調査を行う連邦政府機関である。連邦交通建設都市開発省の外局であり、本部はニーダーザクセン州、ブラウンシュヴァイクに所在する。
西ドイツは航空機事故調査に関する手順書（Annex13）を含む国際民間航空条約に1956年から批准しており、連邦航空局（Luftfahrt-Bundesamt）従属の機関として立ち上げられている。1980年に国際民間航空機関の勧告により連邦交通局の管轄下に置かれ、1998年に連邦政府機関に格上げされている。

### 管轄空域で発生した航空事故
- ユーバーリンゲン空中衝突事故